# Acanthocalycium ferrarii
Acanthocalycium ferrarii är en suckulent växt inom släktet Acanthocalycium och familjen kaktusar. 

## Beskrivning
Acanthocalycium ferrarii är klotformade till något utdragna kaktusar som växer ensamma och är gröna. De blir upp till 12 centimeter i diameter och har vita areoler. Den har upp till arton åsar, som är något rundade på toppen och något svullna runt areolerna. Acanthocalycium ferrarii taggar är hornfärgade till bruna och vanligtvis helt raka. Dessa taggar består av en till fyra centraltaggar som blir upp till 1,5 centimeter långa, och runt centraltaggen finns sju till nio radiärtaggar som blir upp till två centimeter långa. Blommorna, som vanligtvis kommer i toppen av plantan, blir upp till 5,5 centimeter långa och cirka 5 centimeter i diameter, och är gul till rödrosa. Den efterföljande frukten blir cirka en centimeter lång och åtta millimeter i diameter.
Acanthocalycium ferrarii växer naturligt i Tucamán i Argentina.
Det vetenskapliga namnet Acantho kommer från grekiskans a’cantha som betyder tagg, och calysum från latinets ca’lyx som betyder knopp. Taggig knopp. 

### Taxonomi
Ett äldre namn som numer har en ogiltig nomenklatur är Acanthocalycium variiflorum Backeb. 1966 